# Tipula fernandezi
Tipula fernandezi är en tvåvingeart som beskrevs av Theowald 1972. Tipula fernandezi ingår i släktet Tipula och familjen storharkrankar. Inga underarter finns listade i Catalogue of Life.